# Angoville-sur-Ay
Angoville-sur-Ay là một xã thuộc tỉnh Manche trong vùng Normandie tây bắc nước Pháp. Xã này nằm ở khu vực có độ cao trung bình 48 mét trên mực nước biển.